# Hernández-Camacho-Nachtaffe

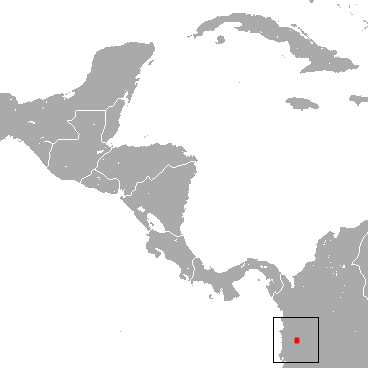
Verbreitungsgebiet (rot)

Der Hernández-Camacho-Nachtaffe (Aotus jorgehernandezi) ist eine Primatenart aus der Gruppe der Nachtaffen (Aotidae). Die Art wurde im Jahr 2007 erstbeschrieben, der Name ehrt den kolumbianischen Naturforscher Jorge Hernández-Camacho.
Von dieser Art ist bislang nur ein einziges Exemplar bekannt, ein Weibchen, das sich in seinem Karyotyp von allen anderen Vertretern der Nachtaffen unterscheidet. Wie alle Nachtaffen ist der Hernández-Camacho-Nachtaffe ein relativ kleiner Primat mit großen, braunen Augen, die von weißen Feldern umgeben sind. Zwischen den Augen befindet sich ein breiter, schwarzer Streifen. Auffällig ist das dichte, weiße Fell an der Innenseite der Arme. Das Typusexemplar konnte allerdings bei einer erneuten Suche nicht mehr gefunden werden.
Das Exemplar wurde in menschlicher Gefangenschaft im kolumbianischen Departamento Quindío gefunden. Sein genauer Herkunftsort ist nicht bekannt, angeblich stammt es aus dem Nationalpark Los Nevados im Grenzgebiet zwischen Quindío und Risaralda. Dieses Gebiet wird derzeit zum Verbreitungsgebiet des Panama-Nachtaffen gerechnet, der in Panama und dem westlichen Kolumbien vorkommt. Möglicherweise wird ein Teil dieses Gebietes von der neuen Art eingenommen, was aber nur durch weitere Untersuchungen zu klären ist.
Über die Lebensweise der neu entdeckten Art ist noch nichts bekannt. Auch über den Gefährdungsgrad lassen sich aufgrund der Unklarheiten über das Verbreitungsgebiet keine Angaben machen. Die IUCN listet die Art unter „zu wenig Daten vorhanden“ (data deficient).